# Солоха Олександр Григорович
Олександр Григорович Солоха (нар. 1928) — працівник сільського господарства, двічі кавалер ордена Леніна (1966, 1973), Герой Соціалістичної Праці (1973).

## Біографія
Володимир Солоха народився  1928.
Спочатку він працював механізатором в колгоспі імені Комінтерна, а вже з 1965 року став керівником ланки. 
Як керівник отримав низку нагород, у тому числі й Героя Соціалістичної Праці.

## Нагороди
Володимир Солоха нагороджений медалями та орденами:
- Герой Соціалістичної Праці (1973)
- орден Леніна (1973)
- орден Трудового Червоного Прапора(1971)